# Hoplr
Hoplr is een digitaal buurtnetwerk voor gemeenschapsvorming. De maatschappelijke zetel van het bedrijf is gevestigd in Lokeren. Het platform is sinds 2014 actief en focust op sociale interactie tussen inwoners en het engagement in de buurt. Buren kunnen spullen of diensten uitwisselen, babysitters zoeken, initiatieven lanceren, meldingen doen en activiteiten in de buurtkalender plaatsen.

## Achtergrond
Hoplr is in België opgestart door softwareontwikkelaar Jennick Scheerlinck en productontwerper Jonas Heirwegh als maatschappelijke onderneming om mensen te verbinden met elkaar en hun omgeving. De naam 'Hoplr' is afgeleid van 'city hopping'.
In 2016 heeft Hoplr een financiële investering ontvangen van Quaeroq om door te groeien in België en Nederland. Bij een tweede kapitaalverhoging in 2018 nam ook Belfius een minderheidsparticipatie in Hoplr. Bij de laatste kapitaalronde in 2021 kwam ook Carevolution, een investeringsfonds van Partena, aan boord om het Buurtconciërge concept vorm te geven voor langer zelfstandig thuis wonen. 
Hoplr is beschikbaar in België, Nederland, Luxemburg en Turkije. Sinds 2023 maken 1.000.000 huishoudens in 2.500 verschillende buurten gebruik van het netwerk.

## Oplossingen voor gemeenschapsvorming
Hoplr biedt 3 oplossingen voor lokale overheden: Buurtnetwerk, Buurtconciërge en Burgerparticipatie. Bewoners krijgen toegang tot hun buurt op basis van hun thuisadres en een buurtcode. Ze moeten zich registreren onder hun echte naam. Via de website of smartphone met iOS of Android kunnen geregistreerde gebruikers berichten sturen naar hun buren in een besloten buurtgroep. Als Belgisch bedrijf is Hoplr conform aan de Europese GDPR wetgeving. 

## Lokale overheden
Sinds april 2017 kunnen ook lokale overheden en publiek diensten gebruik maken van Hoplr. Een 250-tal lokale overheden uit België, Nederland, Luxemburg en Turkije zijn aangesloten.

## Verdienmodel
Hoplr verstrekt licenties aan partijen zoals lokale overheden, nutsbedrijven, intercommunales en organisaties actief in de publieke sector. Die instanties kunnen via een betalend service dashboard buurtgericht communiceren op het buurtnetwerk. Inwoners worden hiermee op de hoogte gebracht van relevante gebeurtenissen zoals wegenwerken of afvalophaling. Ook wordt het dashboard gebruikt voor burgerparticipatie. Zo kunnen overheden bevragingen in de buurten lanceren of kunnen Hoplr-gebruikers omgekeerd ook berichten met hun overheid delen. Tot slot kan het dashboard via een buurtconciërge ingezet worden voor buurtgerichte zorg en informele burenhulp. Belangrijk hierbij is dat externe partijen geen inzage hebben in de buurtberichten tussen inwoners. Hoplr laat geen advertenties toe op het platform.